# Коннеллсвілл Тауншип (округ Фаєтт, Пенсільванія)
Коннеллсвілл Тауншип (англ. Connellsville Township) — селище (англ. township) в США, в окрузі Файєтт штату Пенсільванія. Населення — 2076 осіб (2020).

## Демографія
Згідно з переписом 2010 року, у селищі мешкала 2391 особа в 1034 домогосподарствах у складі 705 родин. Було 1118 помешкань
Расовий склад населення:
| - 98,5 % — білих - 0,8 % — чорних або афроамериканців - 0,1 % — корінних американців |

До двох чи більше рас належало 0,6 %. Частка іспаномовних становила 0,6 % від усіх жителів.
За віковим діапазоном населення розподілялося таким чином: 17,5 % — особи молодші 18 років, 62,9 % — особи у віці 18—64 років, 19,6 % — особи у віці 65 років та старші. Медіана віку мешканця становила 46,9 року. На 100 осіб жіночої статі у селищі припадало 98,4 чоловіків;  на 100 жінок у віці від 18 років та старших — 99,7 чоловіків також старших 18 років.
Середній дохід на одне домашнє господарство  становив 57 458 доларів США (медіана — 39 716), а середній дохід на одну сім'ю — 70 521 долар (медіана — 52 538). Медіана доходів становила 45 714 долари для чоловіків та 28 750 доларів для жінок. За межею бідності перебувало 18,7 % осіб, у тому числі 30,1 % дітей у віці до 18 років та 13,3 % осіб у віці 65 років та старших.
Цивільне працевлаштоване населення становило 1071 особа. Основні галузі зайнятості: освіта, охорона здоров'я та соціальна допомога — 23,4 %, роздрібна торгівля — 18,8 %, виробництво — 10,4 %, транспорт — 9,7 %.